# Endabash
Endabash (auch Endabashi) ist ein Verwaltungsbezirk (Ward) des Distrikts Karatu in der tansanischen Region Arusha.

## Geografie
Endabash liegt im Norden von Tansania etwa 120 Kilometer westsüdwestlich der Regionshauptstadt Arusha. Der Bezirk liegt auf einer gebirgigen Hochfläche in rund 1500 Meter Seehöhe. Er grenzt im Norden an Daa und Qurus, im Nordosten an Endamarariek, im Südosten an Buger, im Süden an Kansay und im Westen an Baray.
Der Bezirk hat eine Fläche von 274 Quadratkilometern. Bei der Volkszählung 2022 lebten hier 17.964 Menschen in 3641 Haushalten.

## Gliederung
Endabash besteht aus fünf Gemeinden (Mtaa) mit 19 Orten (Kitongoji):
| Endabash - Dakwtler Mashariki - Dakwtler Magharibi - Mangisa - Saramay | Endagem - Murus - Genai - Senta - Laja | Qaru - Qaru - Ayaraat | Kosi - Kosi - Migangw - Saramay - Burgeda | Kinihhe - Kinihhe - Lambo - Kreta - Senta - Msasani |

## Wirtschaft und Infrastruktur
- Landwirtschaft: Endabash gehört zur Mittellandzone von Karatu. Die Niederschläge von mehr als 600 mm pro Jahr lassen Mais, Bohnen, Erbsen, Hirse, Sonnenblumen, Sorghum und Maniok gedeihen.[7]
- Gesundheit: In Endabash liegen ein öffentliches Gesundheitszentrum, das Patienten ambulant und stationär behandelt,[8] und eine private Apotheke.[9]
- Bildung: Die Endabash Secondary School ist eine öffentliche, weiterführende Schule für Burschen und Mädchen mit einer Ausbildung bis zur 4. Stufe.[10] Das Soziales Hilfswerk für Tansania in Bludenz unterstützte 2007 den Neubau eines Wohnheims für Schülerinnen.[11]

## Sehenswürdigkeiten
- Lake-Manyara-Nationalpark: Dieser Nationalpark bietet Schutz für Elefanten, Flusspferde, Giraffen, Zebras, Gnus und ist besonders bekannt wegen seiner baumkletternder Löwen und der Vielzahl von Vogelarten, darunter Flamingos, Pelikane und Störche.[12]